# Aromatne (Bahciîsarai)
Aromatne (în ucraineană Ароматне) este localitatea de reședință a comunei Aromatne din raionul Bahciîsarai, Republica Autonomă Crimeea, Ucraina.

## Demografie
Componența lingvistică a localității Aromatne
     Rusă (77,1%)
     Ucraineană (12,02%)
     Tătară crimeeană (8,91%)
     Alte limbi (0,62%)
Conform recensământului din 2001, majoritatea populației localității Aromatne era vorbitoare de rusă (77,1%), existând în minoritate și vorbitori de ucraineană (12,02%) și tătară crimeeană (8,91%).